# ソウル特別市地下鉄公社1000系電車 (初代)
1000系電車（1000けいでんしゃ）は、1974年8月15日に営業運転を開始したソウル交通公社（旧・ソウル特別市地下鉄公社→ソウルメトロ）の通勤形電車。

## 概要
ソウルメトロ1号線および相互乗り入れ先の京釜線、京仁線、京元線で使用される。鉄道庁（現:韓国鉄道公社) の1000系電車と同形である。車両番号は1000系であるが、制御方式から「抵抗車」と呼ばれる電鉄最初の電車である。帝都高速度交通営団（営団地下鉄）5000系と日本国鉄の301系を折衷した外観の車両であるが、こちらは鋼製車体で6M4T、鉄道庁区間が交流電化、地下鉄区間が直流電化のため両路線を行き来するために交直流電車となっている。

色はクリーム色の車体に窓部だけ赤色の帯が引かれた。（鉄道庁側の車両は紺の車体に窓部だけクリーム色の帯が引かれ、在来の普通列車（後のピドゥルギ号）と共通させていた）。

## 主な仕様

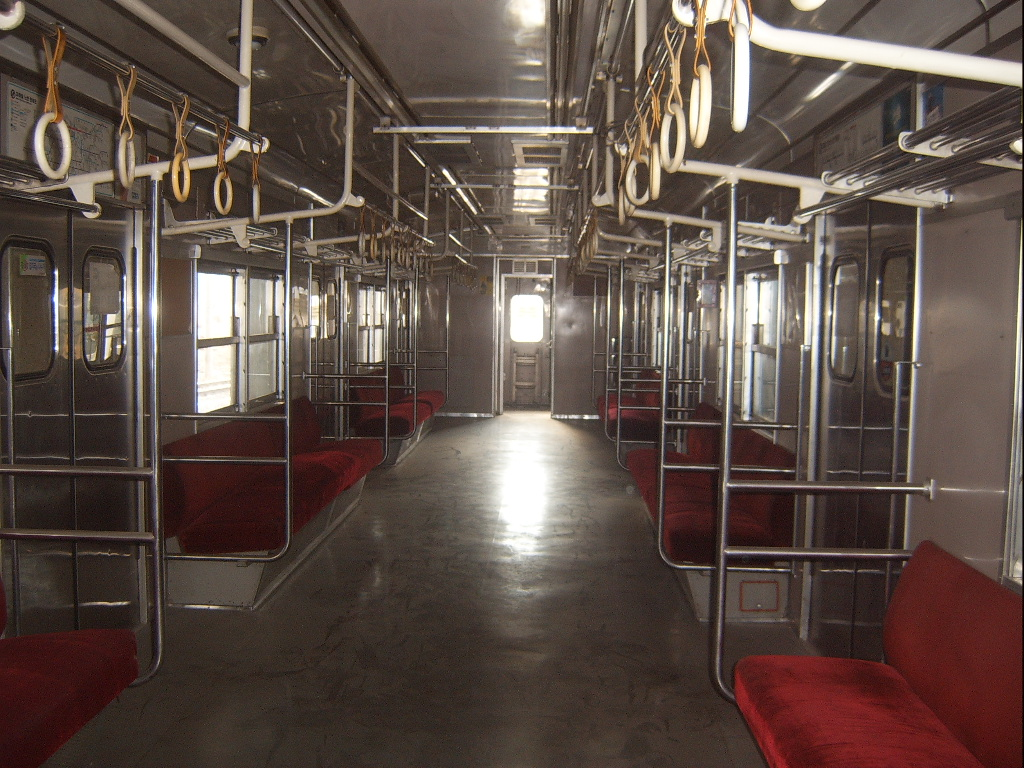
不燃化改造前の車内

戸袋窓と妻窓は無く、ドアの窓は1974年～1989年製造車はかつての営団地下鉄車両に類似した小さいタイプで高い位置に、1999年、2004年製造車については大きいタイプで標準的な位置についている。側窓は1974年～1989年製造車については2段昇降式の外嵌めユニットサッシであるが、1999年、2004年製造車については変更された。荷棚はアルミ鋳物とパイプで組み立てられており、当初内装の色はベージュの化粧板と臙脂色のモケットの暖色系であったが、後述の不燃化改造により変更された。つり革は当初、白い丸形のものが採用されたが、1989年に製造された中間車には3号線の3000系と同様の黒い三角形のものが採用されている。2／4扉閉め切り機能が設けられている。パンタグラフは空気上昇バネ下降式の下枠交差型で、その周辺の屋上機器は日本国鉄の415系電車に近似しているが、遮断器は新幹線電車並みのVCB (真空遮断器) を採用している。主制御器には、応答速度に優れる制動転換器を採り入れられている。運転台機器には緊急列車停止装置（EB装置）があり、1分間運転操作されないと、5秒間の警報音の猶予ののち非常ブレーキが動作する。運転台からは遠隔ユニット開放が可能である。

## 沿革
1974年8月15日の開業に合わせ、1次車60両が日本から輸入され、6両編成10本で運行を開始した。

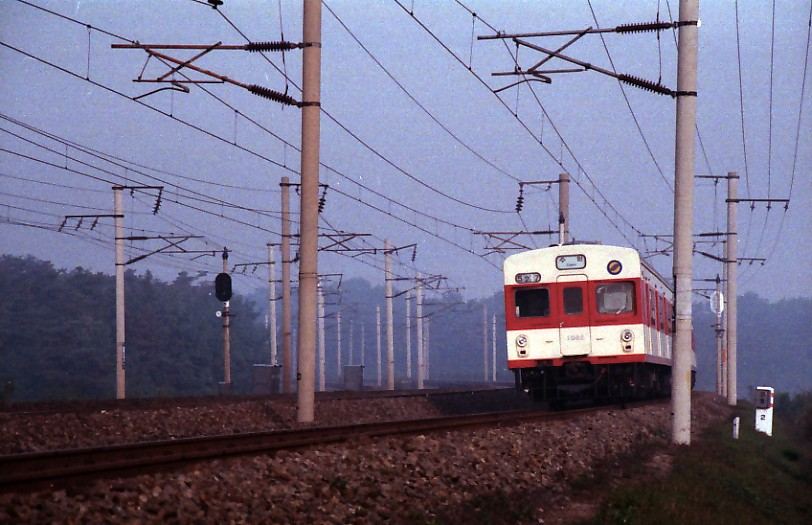
営業中の様子（1988年10月12日）

1977年12月～1978年1月にかけて、さらに韓国でノックダウン生産された2次車6両編成6本（36両）が増備された。
1989年に従来の6両編成を10両編成にするため、3次車として冷房装置付の中間車64両が新製、挿入され、既存の車両もメーカーにて冷房改造されたことで、全編成が10両編成化ならびに冷房化された。この時点で10両編成16本（160両）の陣容となった。

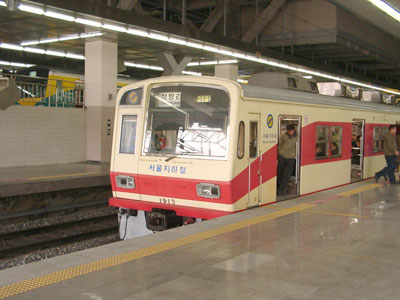
先頭車改造車（不燃化工事前）

1999年にはVVVFインバータ制御の新造車（新1000系）投入開始に伴い、耐用年数の25年に達した車両の代替廃車が始まったが、車齢の若い1989年製の車両については廃車とはせずに編成から抜き取った上で付随車の一部は新1000系に改造編入の上で組み込み、1000系のままで残存する車両については付随車の一部を先頭車に改造し、1989年製の車両のみで編成を組成する事による既存車両の編成組み換えが行われ、これに伴い中間電動車ユニット2組が不足するため、4次車として側窓が内折れ窓になった中間車4両が1999年5月に新造され、1989年製造車6両と編成を組み107編成を組成した。

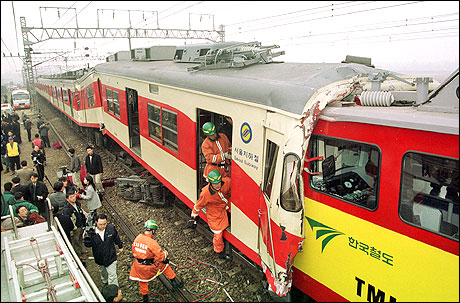
水原駅でのモーターカーとの衝突事故

2002年には同年2月22日に水原駅構内で発生したモーターカーとの追突事故により、107編成（現111編成）のうち損傷の激しかった1989年製の先頭車改造車1両と1999年製の中間車2両が廃車となった、事故の原因を作った韓国鉄道庁は余剰となった車両を提供することで弁済を提案したが、1999年に新造された車両が廃車となったため地下鉄公社は車両新造の費用を請求した。補償交渉が長期になったため、被害を受けた編成は長期の運用離脱を余儀なくされた。1711・1811・1911の3両は廃車となった車両から機器の再利用を行い2004年に製造された。当系列の製造両数は合計167両であるものの全車が同時に存在したことはない。
現在残存するのは鋼製車編成が10両編成6本（60両）と新1000系に改造編入された中間付随車が8両の計68両であり、全て1989年以降に製造された車両である。鋼製車編成のうち、当初から先頭車として製造された車両は2004年製の1911のみで側窓が内折れ窓なのが特徴である。他は中間付随車から運転台取り付け改造が行われた車両が先頭車になっている。いずれも前面形状はオリジナルと異なり、新1000系と同じタイプで西武鉄道6000系電車によく似たものになっている。オリジナルの前面形状（鉄道庁1000系初期車と同じ前面の301系タイプ。下の写真）を保つ車両はデビュー当初の車両を含めて2002年7月までに廃車となっており、後述の保存車両以外は現存しない。
2019年には112編成が君子車両基地内で旧2000系294編成と衝突事故を起こしたが後に運用復帰した(衝突相手の294編成は休車ののち廃車)。

## 不燃化改造
2003年の大邱地下鉄放火事件を契機に強化された鉄道車両の難燃基準に沿って、2005年までに当時残存していた1999年までの投入分に関して内装材改造を完了した。この改造工事の施工はロウィン・ロテム（現・現代ロテム）が担当した。座席はステンレスに変更され、火災警報器と客室非常用インターホンを設置した。事件後に製造された2004年製の3両については当初よりこの仕様で落成している。

## 延命工事

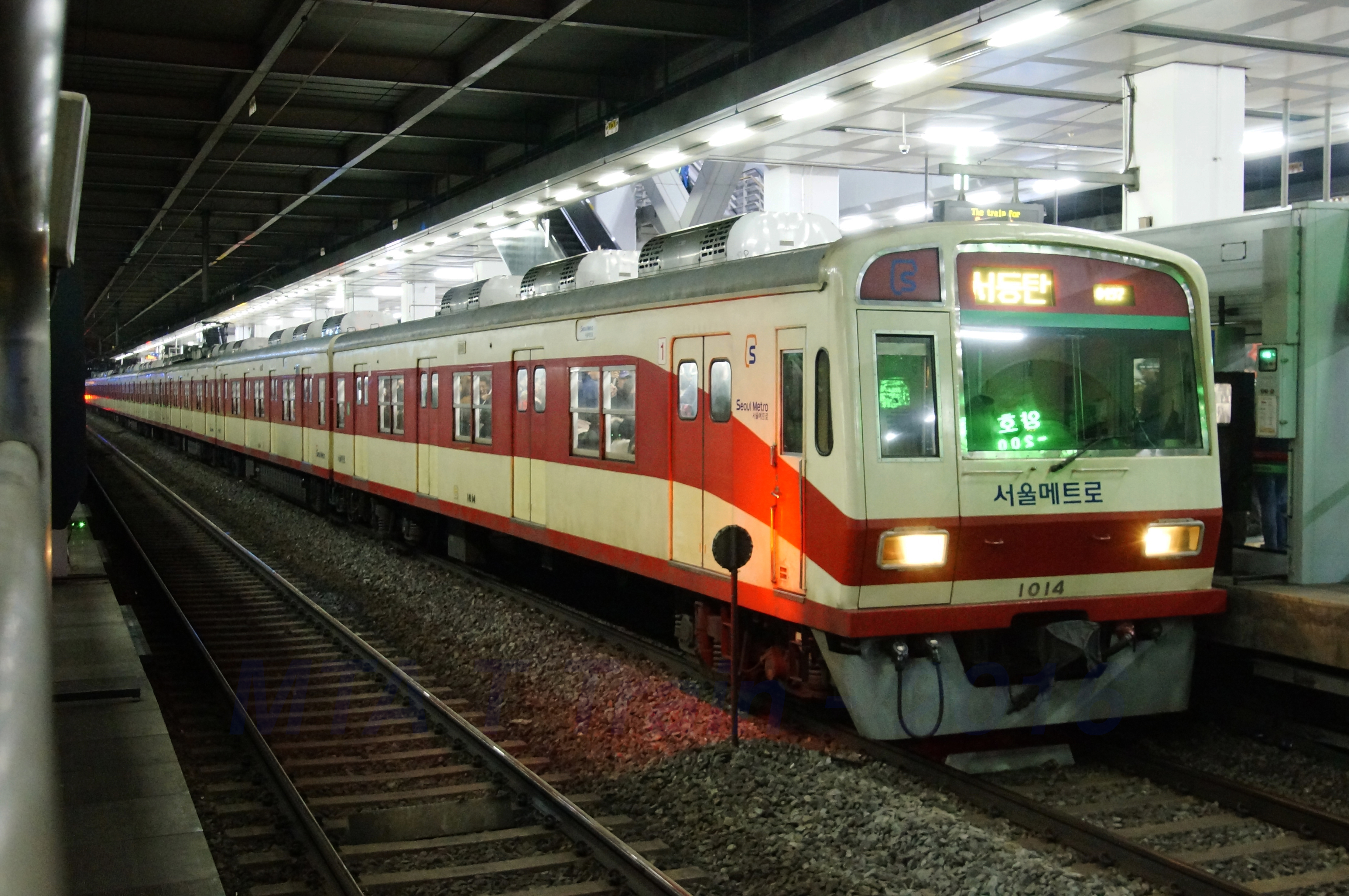
114編成(延命工事後)

2014年3月に法令上の鉄道車両の法定耐用年数（製造後40年）が撤廃されたため、2014年9月から2015年12月にかけて現存する全車両に以下の延命工事が実施された。
- 正面の方向幕および列車番号表示器をLED表示器に交換
- 側面方向幕の使用を停止し、ソウル交通公社のロゴを貼り付け[注 2]
- 補助電源装置を電動発電機から静止形インバータ(SIV)に換装
- 主制御器を新品に換装[注 3]
- 車内案内表示器を、現在時刻が表示できるものに換装

この延命工事は車両寿命を15年延ばすことが想定されており、本系列は2029年まで使用される予定である。

## 編成表
ソウル交通公社の編成番号は、4桁の車号のうち号車を意味する百の位を除く3桁で表現する。（例：1号車が1011である編成＝111編成）
|          | ← 仁川・西東灘楊州 → |        |        |        |        |        |        |        |        |        |        |                |
| 号車     | 1                    | 2      | 3      | 4      | 5      | 6      | 7      | 8      | 9      | 10     | 製造年 | 車両形態       |
| 形式     | 1000形               | 1100形 | 1200形 | 1300形 | 1400形 | 1500形 | 1600形 | 1700形 | 1800形 | 1900形 | 製造年 | 車両形態       |
| 区分     | Tc                   | M      | M      | T      | M      | T1     | T      | M      | M      | Tc     | 製造年 | 車両形態       |
| 車両番号 | 1011                 | 1111   | 1211   | 1311   | 1411   | 1511   | 1611   | 1711   | 1811   | 1911   | 1989年 | 先頭車化改造車 |
| 車両番号 | 1012                 | 1112   | 1212   | 1312   | 1412   | 1512   | 1612   | 1712   | 1812   | 1912   | 1989年 | 先頭車化改造車 |
| 車両番号 | 1013                 | 1113   | 1213   | 1313   | 1413   | 1513   | 1613   | 1713   | 1813   | 1913   | 1989年 | 先頭車化改造車 |
| 車両番号 | 1014                 | 1114   | 1214   | 1314   | 1414   | 1514   | 1614   | 1714   | 1814   | 1914   | 1989年 | 先頭車化改造車 |
| 車両番号 | 1015                 | 1115   | 1215   | 1315   | 1415   | 1515   | 1615   | 1715   | 1815   | 1915   | 1989年 | 先頭車化改造車 |
| 車両番号 | 1016                 | 1116   | 1216   | 1316   | 1416   | 1516   | 1616   | 1716   | 1816   | 1916   | 1989年 | 先頭車化改造車 |

| 備考 - 赤色背景（■）の車両は1999年製（1911は2004年製） - パンタグラフは、M'（1200形、1500形、1800形）に下枠交差形を1基ずつ搭載する。 |

## 保存車両
2000年に廃車された101編成中の6両（1001-1101-1301-1102-1302-1002、韓国初の地下鉄車両）が新亭車両基地内に静態保存されている。ソウルに建設予定の地下鉄博物館に展示するため保管されており、通常は非公開である。
また、この他にも韓国各地で保存車が存在する。